# Aleksander Šeliga
Aleksander Šeliga (Celje, 1 februari 1980) is een Sloveens profvoetballer. Hij staat sinds 2011 onder contract bij Olimpija Ljubljana, na eerder onder meer te hebben gespeeld voor Sparta Rotterdam. Daar tekende hij destijds een verbintenis voor twee seizoenen met een optie voor nog een jaar.

## Carrière
Šeliga speelde het grootste deel van zijn carrière voor NK Publikum Celje, uit zijn geboortestad. Met die club speelde hij in de UEFA Cup. Een seizoen bij het Tsjechische Slavia Praag was weinig succesvol. In de zomer was de transfervrije doelman op proef bij sc Heerenveen. Hoewel de Friezen met een keepersprobleem zaten, werd hij afgetest. De club tipte wel Sparta Rotterdam, dat nog op zoek was naar een opvolger van Cássio Ramos. Na een korte stage tekende hij voor twee jaar. Hij werd door trainer Frans Adelaar benoemd tot eerste doelman in het seizoen 2009/10.

## Interlands
Šeliga is een Sloveens international. Hij zit al een aantal jaren bij het nationale elftal, maar wel als reservedoelman. Op 3 maart 2010 maakte hij zijn debuut voor de nationale ploeg in de vriendschappelijke interland tegen Qatar. Hij viel in dat oefenduel na 70 minuten in voor Samir Handanovič.